# Daría Vilariño Pintos
Daría Vilariño Pintos (Santiago de Compostela, 26 de enero de 1928-15 de octubre de 2020) fue una bibliotecaria española y primera mujer en dirigir la Biblioteca de la Universidad de Santiago de Compostela.

## Biografía
Se licenció en Filosofía y Letras por la Universidad de Santiago de Compostela (USC) en el año 1950. Experta en ciencias psicológicas y sociales (psicología, historia, sociología, etc.) y especializada en archivos y bibliotecas.Formó parte del Cuerpo Auxiliar de Archivos y Bibliotecas.
Su primer trabajo fue en la antigua Biblioteca Pública de Santiago (situada en la rúa das Casas Reais). Obtuvo el puesto de Ayudante de clases prácticas en la Universidad y en el Instituto masculino "Diego Gelmírez", de la que fue subdirectora en 1970 y directora en 1973, cargo que ocupó hasta su jubilación en 1993.
Impartió clases de bibliología en la USC. Y colaboró como experta en el Consejo de Cooperación Bibliotecaria de Galicia, el Departamento de Cultura, como directora de la biblioteca de la USC, y la Fundación Cidade da Cultura.
Uno de sus propósitos fue materializar el concepto de «bibliotecas universitarias». Puso en marcha una escuela para formar a futuras bibliotecarias, lo que contribuyó a la profesionalización del sector en Galicia. Y participó activamente en la creación de la Ciudad de la Cultura de Compostela.

## Obra
Es autora de al menos seis publicaciones, entre las que destacan:
- Un manuscito sevillano del siglo XIX en la Biblioteca Universitaria de Santiago de Compostela;
- La diócesis de Tuy hasta 1100;
- O libro galego onte e hoxe: catálogo da Exposición bibliográfica, Santiago, maio-xuño 1979;
- Alcalá de Henares: academia bíblica y renacentista;
- La Biblioteca Universitaria y sus riquezas; Exposición cartográfica. Mapas de la Biblioteca General de la Universidad siglos XVII, XVIII y XIX.[3]

## Vida personal
Donó el archivo personal de su familia, los Vilariño Pintos, al Archivo de Galicia, que incluye documentos de carácter patrimonial y profesional de los miembros de la familia durante los siglos XIX y XX, entre los que estaban su hermano Eduardo Vilariño Pintos. La Cidade da Cultura acogió en 2015 la exposición Memorias de familia. O fondo Vilariño Pintos no Arquivo de Galicia, con el patrimonio documental cedido por Vilariño.

## Premios y reconocimientos
- 1993 Galardonada con el distintivo de oro de la USC.[5]
- 1993 Medalla de Galicia en su categoría de bronce.[9]
- 2023 El Consello da Cultura Galega (CCG) añadió su trayectoria en la colección digital de biografías del Álbum de Galicia.[2]